# Roger Eddy
Roger Eddy (Vanguard, 13 maggio 1946) è un ex slittinista canadese.
Ha gareggiato nella competizione del singolo maschile di slittino ai Giochi olimpici invernali del 1968.

## Partecipazioni olimpiche
| Competizione | Pos. | Data            | Città    |
| ------------ | ---- | --------------- | -------- |
| Singolo      | 31ª  | 4 febbraio 1968 | Grenoble |